# Micropelta rugosicollis
Micropelta rugosicollis är en skalbaggsart som beskrevs av Dmytro Zajciw 1961. Micropelta rugosicollis ingår i släktet Micropelta och familjen långhorningar. Inga underarter finns listade i Catalogue of Life.